# Bodens domsaga
Bodens domsaga var en domsaga i Norrbottens län. 

## Administrativ historik
Domsagan bildades den 1 januari 1969 genom namnändring av Luleå domsaga efter Nederluleå tingslag utgått ur den domsagan. Domsagan upplöstes den 1 januari 1971 i samband med tingsrättsreformen i Sverige, då den uppgick i Bodens tingsrätt och dess domsaga.
Domsagan lydde under hovrätten för Övre Norrland. 

### Tingslag
- Bodens tingslag
  - Bodens stad, Edefors landskommun, Överluleå landskommun
- Jokkmokks tingslag
  - Jokkmokks landskommun

## Häradshövdingar
1. 1969-1970: Sven Olof Östberg[1]